# Si tu aimes le soleil
Si tu aimes le soleil est une chanson populaire ou comptine de culture enfantine, généralement chantée en groupe et s'accompagnant de mouvements corporels associés aux paroles. La chanson est libre de droits.
Les premiers vers de la chanson sont les suivants :
« Si tu aimes le soleil, frappe des mains (bis)

Si tu aimes le soleil, le printemps qui se réveille

Si tu aimes le soleil, frappe des mains »
En anglais, la chanson If You're Happy and You Know It reprend le même rythme et le même principe.